# Абега, Теофиль
Теофиль Абега М’Бида (фр. Theophile Abega Mbida; 9 июля 1954, Яунде — 15 ноября 2012, Яунде) — камерунский футболист и политик.

## Клубная карьера
Абега начинал свою профессиональную карьеру в 1974 году в камерунском «Канон Яунде», с которым выиграл множество турниров. В 1984 году переехал во Францию, где играл за «Тулузу». В «Тулузе» Теофиль провёл 20 матчей и забил 3 гола. Завершил карьеру в швейцарском «Вевей-Спорт», за который играл с 1985 по 1987 года.

## Выступление за сборную
Всего в сборной провёл 51 матч и забил 9 голов. Участник чемпионата мира 1982 в Испании, Кубка африканских наций 1982, Кубка африканских наций 1984 (был капитаном сборной и в финале забил гол), Кубка африканских наций 1986, Летних Олимпийских игр 1984. После столкновения с вратарём сборной Замбии, Дэвидом Чабалой на Кубке африканских наций 1986 Абега завершил карьеру в 1987 году. Потом Теофиль пошёл в политику, став мэром шести арондисманов в Яунде.
В 2006 году включён КАФ в список 200 африканских футболистов за последние 50 лет.

## Смерть
Абега умер 15 ноября 2012 года от остановки сердца в главном госпитале Яунде.

## Достижения

### Клубные
- Чемпион Камеруна: 1974, 1977, 1979, 1980, 1982
- Обладатель Кубка Камеруна: 1975—1978, 1983
- Обладатель Африканского Кубка чемпионов: 1978, 1980
- Обладатель Кубка обладателей кубков КАФ: 1979

### Сборная
- Обладатель Кубка африканских наций 1984
- Финалист Кубка африканских наций 1986

### Индивидуальные
- Африканский футболист года: 1984